# Liste der Biografien/Burc
Liste der Biografien |
Portal Biografien |
Personensuche
# |
A |
B |
C |
D |
E |
F |
G |
H |
I |
J |
K |
L |
M |
N |
O |
P |
Q |
R |
S |
T |
U |
V |
W |
X |
Y |
Z |
?
 
Ba |
Be |
Bd |
Bg |
Bh |
Bi |
Bj |
Bl |
Bm |
Bn |
Bo |
Br |
Bs |
Bu |
Bw |
By |
Bz
 
Bua |
Bub |
Buc |
Bud |
Bue |
Buf |
Bug |
Buh |
Bui |
Buj |
Buk |
Bul |
Bum |
Bun |
Buo |
Buq |
Bur |
Bus |
But–Buz
 
Bura |
Burb |
Burc |
Burd |
Bure |
Burf |
Burg |
Burh |
Buri |
Burj |
Burk |
Burl |
Burm |
Burn |
Buro |
Burp |
Burq |
Burr |
Burs |
Burt |
Buru |
Burv |
Burw |
Burx |
Bury |
Burz
Die Liste der Biografien führt alle Personen auf, die in der deutschsprachigen Wikipedia einen Artikel haben. Dieses ist eine Teilliste mit 270 Einträgen von Personen, deren Namen mit den Buchstaben „Burc“ beginnt.

## Burc

### Burca
- Burcă, Andrei (* 1993), rumänischer Fußballspieler
- Burca, Benjamin de (* 1975), deutscher Videokünstler
- Burcă, Ovidiu (* 1980), rumänischer Fußballspieler

### Burce
- Burcea, Nicolae (1955–2009), rumänischer Fußballspieler und -trainer
- Burcescu, Maia Ilinca (* 2009), rumänische Tennisspielerin
- Burčeska, Jana (* 1993), mazedonische Sängerin

### Burch
- Burch, Ashly (* 1990), US-amerikanische Schauspielerin, Drehbuchautorin, Autorin, Regisseurin, Sängerin und SynchronsprecherinAshly Burch (* 1990)

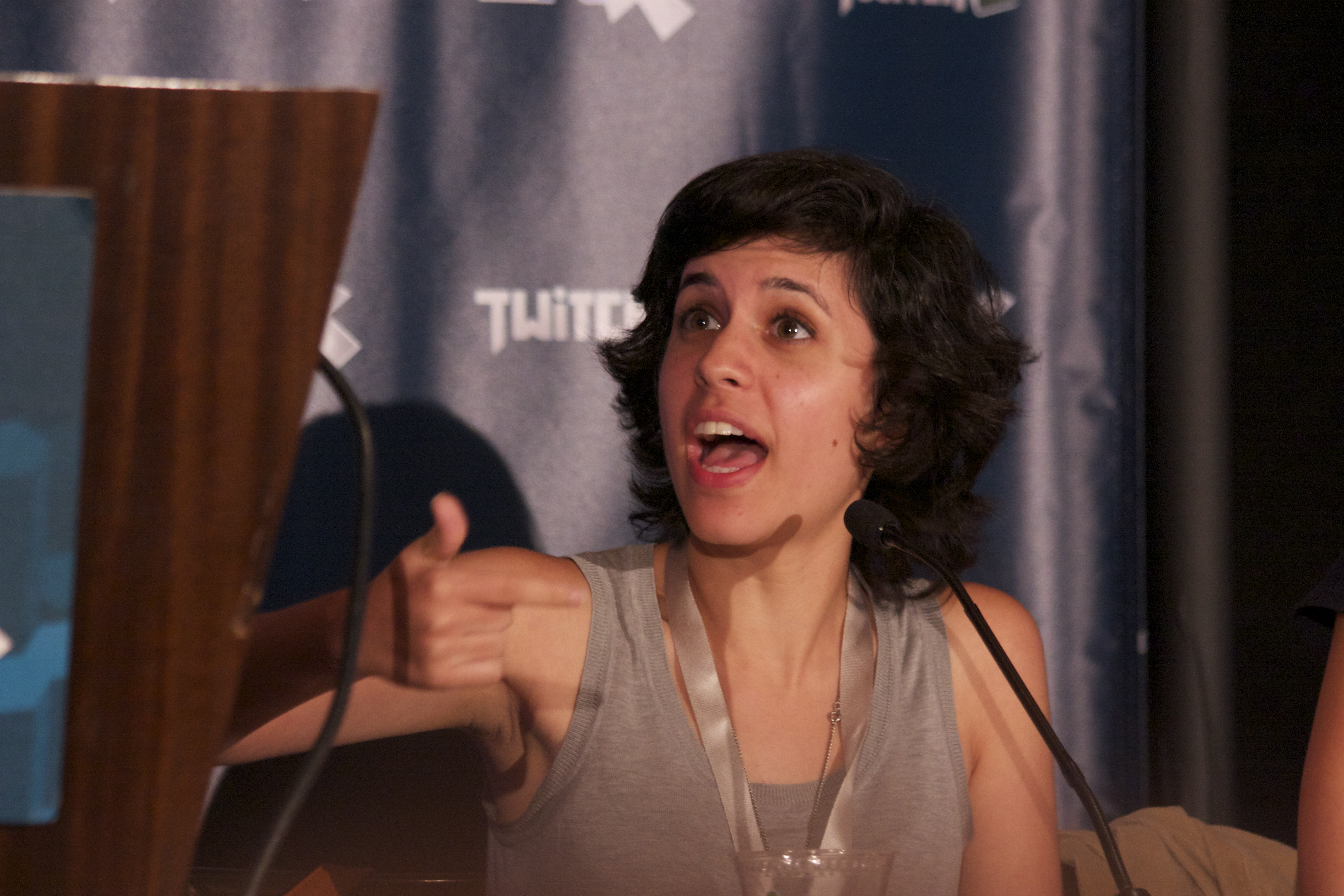
Ashly Burch (* 1990)

- Burch, Bex (* 1984), britische Musikerin (Xylophon, Perkussion) und Klangkünstlerin
- Burch, Billy (1900–1950), US-amerikanischer Eishockeyspieler
- Burch, Brian (* 1976), US-amerikanischer Anwalt und Botschafter
- Burch, Danny (* 1981), englischer Wrestler
- Burch, Doug, US-amerikanischer Schauspieler, Synchronsprecher, Filmproduzent, Filmregisseur und Drehbuchautor
- Burch, François van der (1567–1644), Fürsterzbischof und Herzog von Cambrai
- Burch, George James (1852–1914), englischer Physiker
- Burch, J. Christopher (* 1953), US-amerikanischer Unternehmer
- Burch, Jeannine (* 1968), Schweizer Theater- und Fernsehschauspielerin
- Burch, John (1932–2006), britischer Jazz- und R&B-Musiker
- Burch, John C. (1826–1885), US-amerikanischer Politiker
- Burch, Liz (* 1954), australische Schauspielerin
- Burch, Marc (* 1984), US-amerikanischer Fußballspieler
- Burch, Marco (* 2000), Schweizer Fussballspieler
- Burch, Mike (1907–1981), US-amerikanischer Automobilrennfahrer
- Burch, Rebecca (* 1972), US-amerikanische Evolutionspsychologin
- Burch, Rick (* 1975), US-amerikanischer Musiker
- Burch, Samy, US-amerikanische Drehbuchautorin, Regisseurin und Casting Director
- Burch, Thomas G. (1869–1951), US-amerikanischer Politiker
- Burch, Tory (* 1966), US-amerikanische Modeschöpferin und UnternehmerinTory Burch (* 1966)

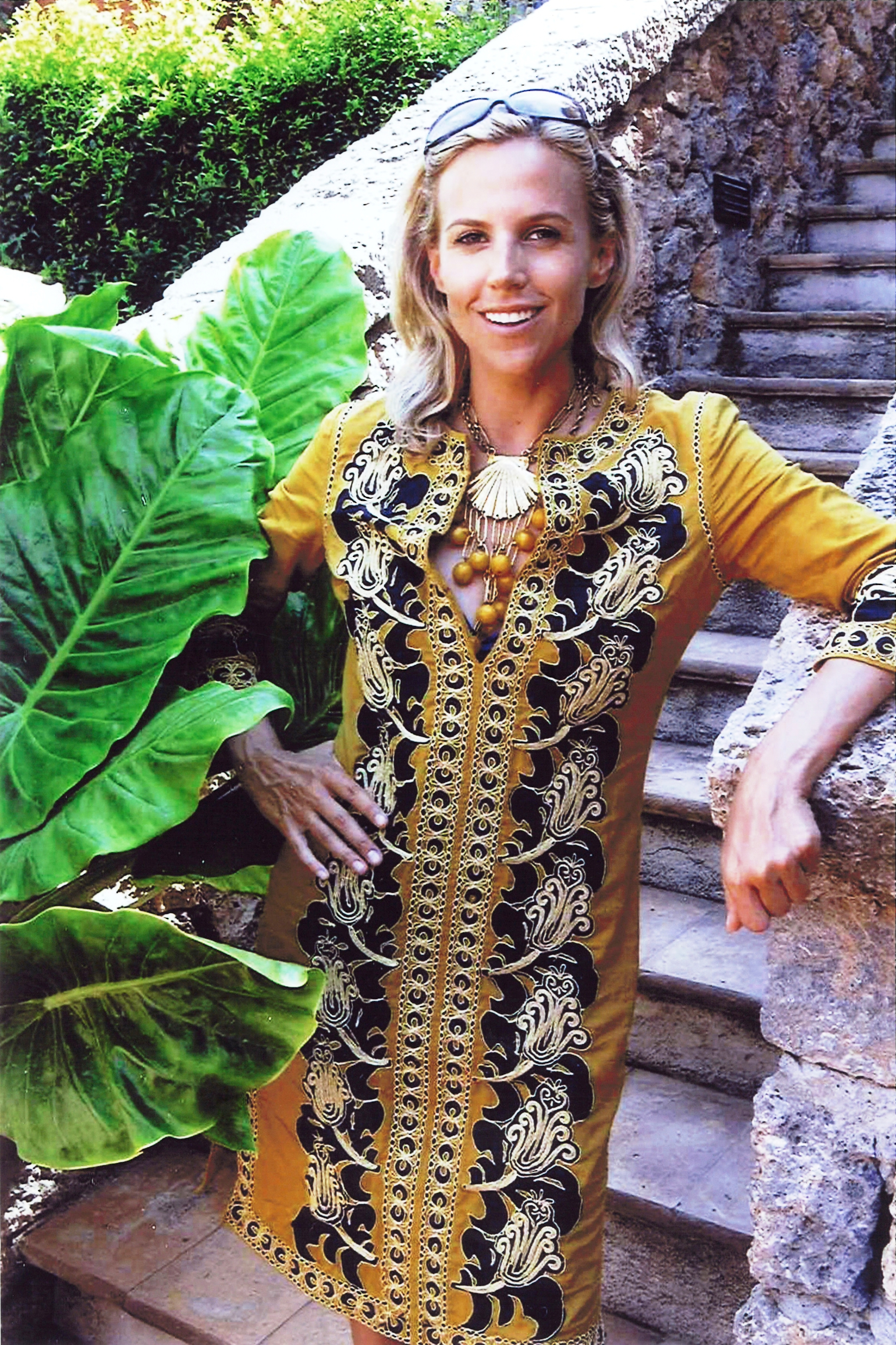
Tory Burch (* 1966)

- Burch-Korrodi, Meinrad (1897–1978), Schweizer Goldschmied und Kunstsammler
- Burchall, Ajani (* 2004), bermudischer Fußballspieler
- Burcham, Barney (1923–1992), US-amerikanischer Country- und Rockabilly-Musiker
- Burchard († 1130), Bischof von Cambrai
- Burchard, Bischof von Eichstätt
- Burchard († 1239), Abt des Benediktinerklosters Liesborn (1554–1582)
- Burchard Eggeling, Pablo (1875–1964), chilenischer Maler
- Burchard Grelle († 1344), deutscher Geistlicher, Erzbischof vom Erzbistum Bremen (1327–1344)
- Burchard I., Graf von Vendôme
- Burchard I. († 911), Herzog von Schwaben
- Burchard I. von Goseck, Graf im Hassegau (ab 991), Pfalzgraf von Sachsen (ab 1003), Graf von Merseburg (ab 1004) und kaiserlicher Vogt (ab 1012)
- Burchard I. von Halberstadt († 1059), deutscher Kleriker und Politiker sowie Bischof von Halberstadt
- Burchard I. von Loccum († 1130), Graf von Loccum, Graf im südlichen Ambergau und Vogt von Gandersheim und Clus
- Burchard I. von Woldenberg († 1235), Erzbischof von Magdeburg
- Burchard II. († 1149), Kaiserlicher Hofkaplan, Bischof von Worms
- Burchard II. († 926), Herzog von Schwaben
- Burchard II., Burggraf von Magdeburg
- Burchard II. von Blankenburg († 1305), deutscher Erzbischof von Magdeburg
- Burchard II. von Halberstadt († 1088), deutscher Kleriker und Politiker, Bischof von Halberstadt
- Burchard III. († 1325), Erzbischof von Magdeburg
- Burchard III. († 973), Herzog von Schwaben
- Burchard IV. († 1202), Graf von Vendôme aus dem Haus Preuilly
- Burchard IV. im Hassegau († 982), deutscher Graf
- Burchard Ratepilate, Graf von Vendôme
- Burchard V. († 1271), Graf von Vendôme
- Burchard von Avesnes (1251–1296), Bischof von Metz
- Burchard von Boenen, Domherr in Münster und katholischer Geistlicher
- Burchard von Dreileben, Landmeister von Livland des Deutschen Ordens
- Burchard von Holte († 1118), Bischof von Münster
- Burchard von Meißen († 969), deutscher Geistlicher, erster Bischof von Meißen
- Burchard von Michelbach († 1162), Bischof von Straßburg
- Burchard von Oberg († 1573), Bischof von Hildesheim
- Burchard von Oldenburg-Wildeshausen († 1233), Graf von Bruchhausen
- Burchard von Schwanden († 1310), Hochmeister des Deutschen Ordens
- Burchard von Stumpenhausen († 1231), Dompropst in Bremen, gewählter Erzbischof des Erzbistums Hamburg-Bremen
- Burchard von Thüringen († 908), Markgraf der Sorbenmark
- Burchard von Ursberg, mittelalterlicher Geschichtsschreiber
- Burchard von Worms († 1025), Wormser Bischof und Kirchenrechtler
- Burchard, Albrecht (1873–1948), deutscher Mediziner und Hochschullehrer
- Burchard, Albrecht (1888–1939), deutscher Geograph
- Burchard, Anton (1584–1628), deutscher evangelisch-lutherischer Geistlicher und Kontroverstheologe
- Burchard, August (1800–1866), deutscher Mediziner, Gynäkologe, Universitätsprofessor und Direktor des Hebammen-Instituts in Breslau
- Burchard, August (1845–1932), deutscher Mediziner, Augenarzt, Chefarzt und Klinikleiter in Breslau
- Burchard, Bettina (* 1986), deutsche Schauspielerin
- Burchard, Carl (1815–1903), deutscher Verwaltungsjurist, Landrat in Ostpreußen, Parlamentarier
- Burchard, Carl (1884–1955), deutscher Jurist und Landrat
- Burchard, Christian (1946–2018), deutscher Musiker und KomponistChristian Burchard (1946–2018)

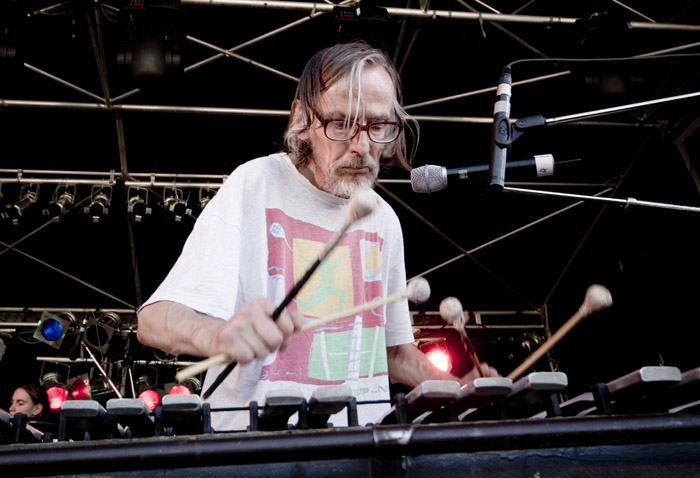
Christian Burchard (1946–2018)

- Burchard, Christoph (1931–2020), deutscher evangelischer Theologe
- Burchard, Christoph Martin (1680–1742), deutscher Mediziner und Hochschullehrer
- Burchard, Edgar (1879–1942), deutscher Jurist
- Burchard, Emil von (1836–1901), deutscher Verwaltungsjurist und Ministerialbeamter in Preußen, Staatssekretär im Reichsschatzamt
- Burchard, Ernst (1876–1920), deutscher Arzt, Sexualwissenschaftler und Dichter
- Burchard, Franz (1845–1894), preußischer Verwaltungsjurist, Richter und Landrat
- Burchard, Friedrich Leopold (1809–1869), deutscher Augenarzt und Geburtshelfer; Stadtverordneter in Breslau
- Burchard, Gustav (1859–1937), deutscher Schauspieler, Schriftsteller, Regisseur und Intendant
- Burchard, Hans (* 1959), deutscher Ozeanograph und Hochschullehrer
- Burchard, Heinrich (1894–1945), deutscher General der Flakartillerie im Zweiten Weltkrieg
- Burchard, Helene Julie (1877–1942), Opfer der deutschen Judenverfolgung
- Burchard, Horatio C. (1825–1908), US-amerikanischer Politiker
- Burchard, Johann Heinrich (1852–1912), deutscher Jurist und Politiker, MdHB, Hamburger Bürgermeister
- Burchard, John Ely (1898–1975), US-amerikanischer Architekturkritiker und -historiker
- Burchard, Kurt (1864–1933), deutscher Rechtswissenschaftler
- Burchard, Ludwig (1886–1960), deutscher Kunsthistoriker
- Burchard, Marie (* 1982), deutsche SchauspielerinMarie Burchard (* 1982)

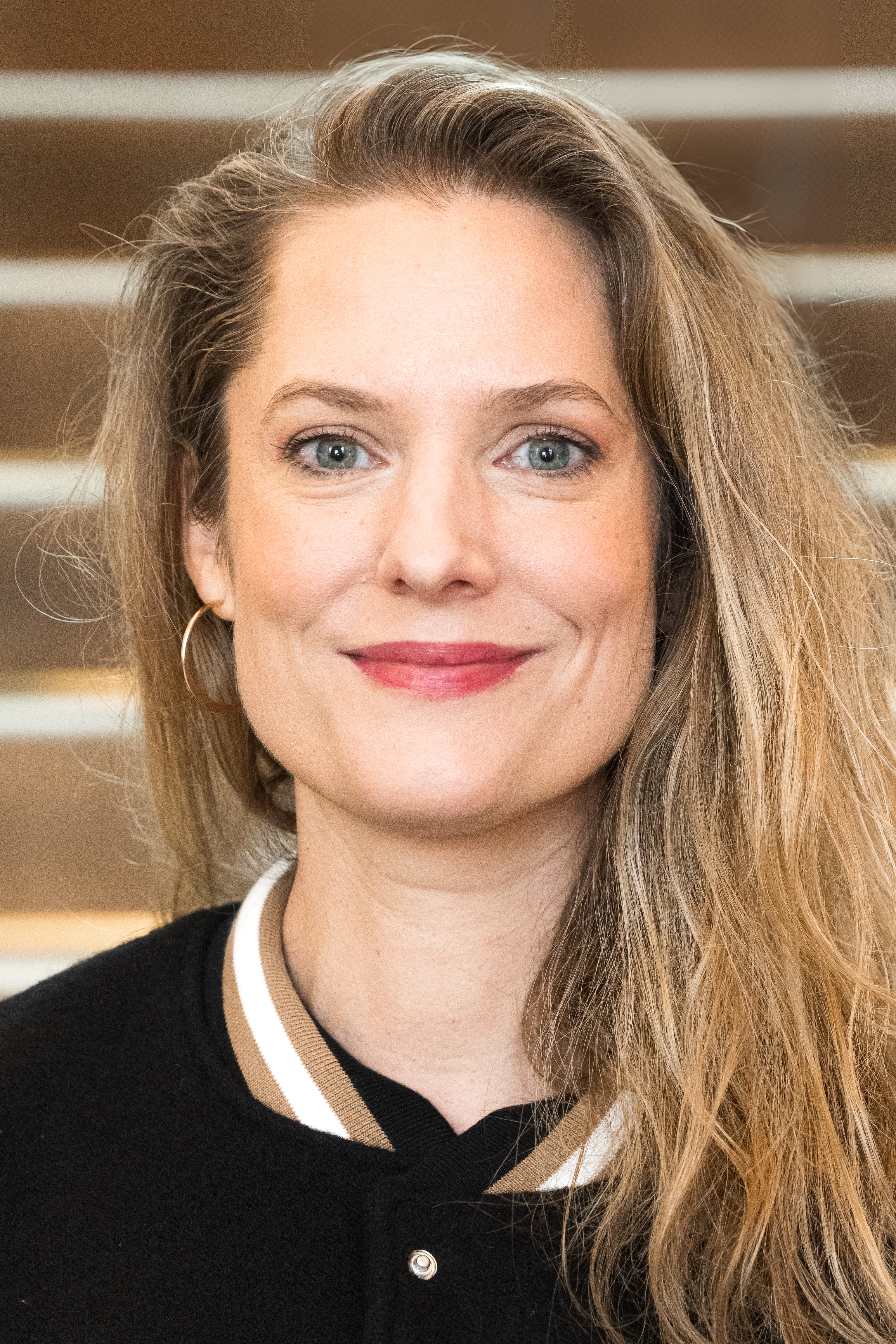
Marie Burchard (* 1982)

- Burchard, Marja (* 1985), deutsche Fusionmusikerin (Multiinstrumentalist, Komponist)
- Burchard, Martin (* 1956), deutscher Künstler
- Burchard, Mauritius (1586–1637), deutscher lutherischer Theologe und Geistlicher
- Burchard, Paul (* 1862), deutscher Politiker (DNVP)
- Burchard, Rolf (1914–1983), deutscher Gymnasiallehrer und Maler
- Burchard, Rosewell (1860–1931), US-amerikanischer Politiker
- Burchard, Samuel D. (1836–1901), US-amerikanischer Politiker
- Burchard, Valentin Ernst (* 1891), deutscher Politiker (DDP, DStP), MdHB
- Burchard, Walther (1930–2024), deutscher Physiker, Chemiker und Hochschullehrer
- Burchard, Wolf (* 1985), deutsch-britischer Kunsthistoriker und Kurator
- Burchard-Motz, Wilhelm (1878–1963), deutscher Rechtsanwalt und Politiker (Nationalliberale Partei, DVP)
- Burchardi, Georg Christian (1795–1882), deutscher Rechtswissenschaftler und Hochschullehrer
- Burchardi, Heinrich Adolf (1788–1865), deutscher evangelisch-lutherischer Geistlicher und Abgeordneter der schleswig-holsteinischen Landesversammlung
- Burchardi, Samuel Christoph (1802–1882), deutscher evangelisch-lutherischer Geistlicher und Abgeordneter der schleswig-holsteinischen Landesversammlung
- Burchardi, Theodor (1892–1983), deutscher Marineoffizier und Admiral im Zweiten Weltkrieg
- Burchardi, Wolrad (1734–1793), deutscher Rechtswissenschaftler und Hochschullehrer
- Burchardt, Brigitte (* 1954), deutsche Schachspielerin
- Burchardt, Erich (1867–1948), deutscher Lehrer und Politiker (DNVP)
- Burchardt, Fritz (1902–1958), deutsch-britischer Wirtschaftswissenschaftler
- Burchardt, Hans-Jürgen (* 1962), deutscher Wirtschafts- und Sozialwissenschaftler
- Burchardt, Heinz (1915–1980), deutscher Generalmajor des Heeres, Abteilungsleiter des Bundesnachrichtendienstes
- Burchardt, Hermann (1857–1909), deutscher Forschungsreisender und Fotograf
- Burchardt, Jørgen (* 1982), dänischer Fußballschiedsrichter
- Burchardt, Lothar (* 1939), deutscher Historiker
- Burchardt, Marian (* 1975), deutscher Soziologe
- Burchardt, Matthias (* 1966), deutscher Bildungsphilosoph
- Burchardt, Max (1831–1897), deutscher Mediziner, Hochschullehrer und Generalarzt
- Burchardt, Max (1885–1914), deutscher Ägyptologe
- Burchardt, Rainer (1945–2022), deutscher Journalist
- Burchardt, Stefan (* 2003), dänischer Geiger
- Burchardt, Stephan (* 1983), deutscher Kameramann
- Burchardt, Ulla (* 1954), deutsche Politikerin (SPD), MdB
- Burchardt, Ulrich (* 1971), deutscher Politiker (CDU)
- Burchardus de Monte Sion, deutscher Dominikaner
- Burchart, Franz (1503–1560), deutscher Gelehrter und Politiker
- Burchartz, Heinrich (1864–1938), deutscher Baustoffkundler
- Burchartz, Max (1887–1961), deutscher Grafiker, Typograf und Maler
- Burchell, Francis (1873–1947), britischer Cricketspieler
- Burchell, Remona (* 1991), jamaikanische Sprinterin
- Burchell, William John (1781–1863), britischer Naturforscher und Botaniker
- Burchenal, Joseph H. (1912–2006), US-amerikanischer Mediziner
- Bürcher, Pierre (* 1945), römisch-katholischer Geistlicher, emeritierter Bischof von Reykjavík
- Burchert, Nico (* 1987), deutscher Fußballtorhüter
- Burchert, Sascha (* 1989), deutscher FußballtorwartSascha Burchert (* 1989)

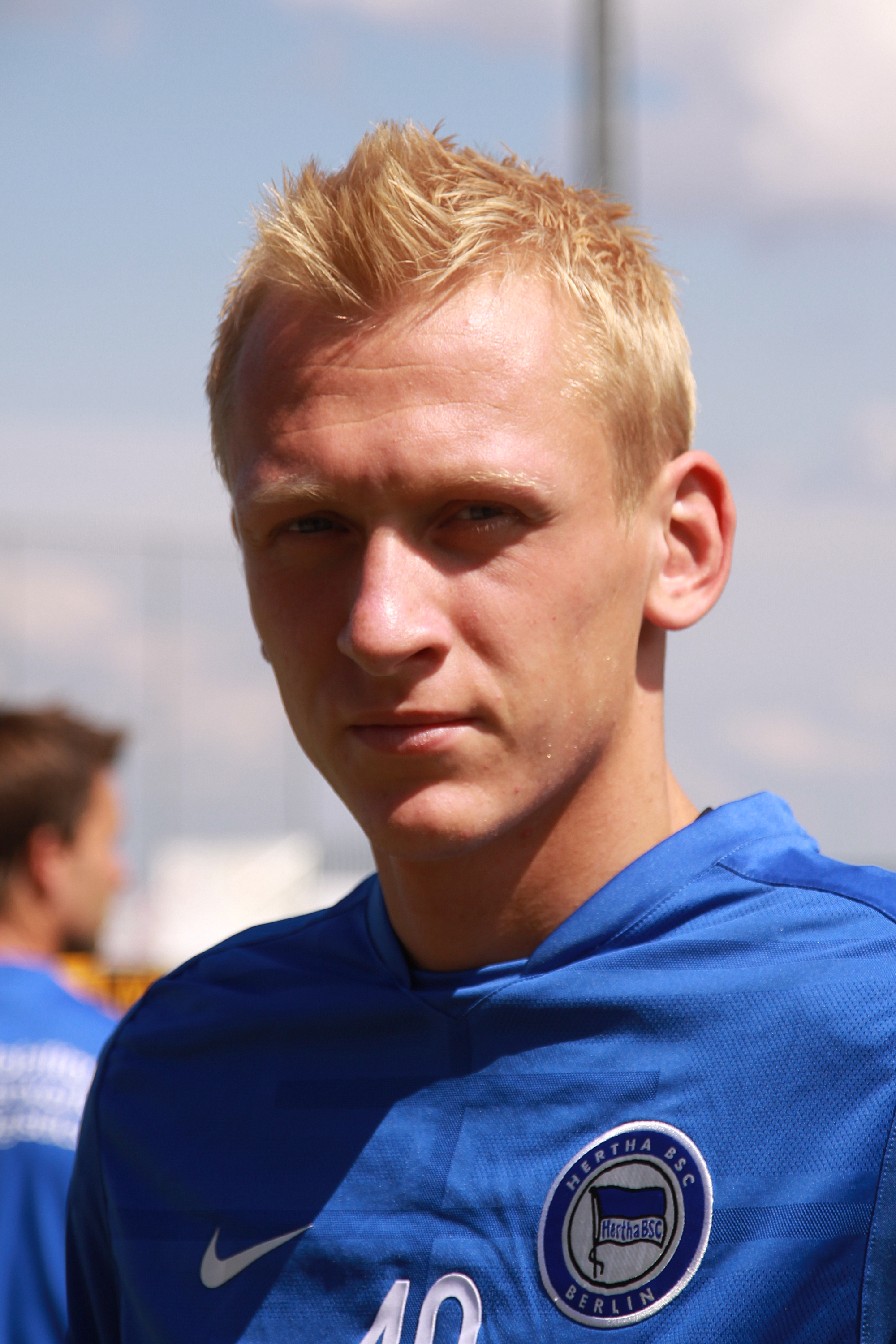
Sascha Burchert (* 1989)

- Burchert, Ulrich (* 1940), deutscher Fotograf und Bildjournalist
- Burchert, Wolfgang (* 1958), deutscher Nuklearmediziner und Hochschullehrer
- Burchett, George (1872–1953), britischer Tätowierer
- Burchett, Rick, US-amerikanischer Comiczeichner
- Burchett, Tim (* 1964), US-amerikanischer Politiker der Republikanischen Partei
- Burchfiel, B. Clark (1934–2024), US-amerikanischer Geologe
- Burchfield, Charles E. (1893–1967), US-amerikanischer Maler
- Burchfield, Robert (1923–2004), englischer Lexikograph und Anglist
- Burchhard, Ludwig (1853–1892), deutscher Verwaltungsjurist
- Burchhardt, Steffen (* 1981), deutscher Politiker (SPD)
- Burchill, Charlie (* 1959), schottischer Musiker und KomponistCharlie Burchill (* 1959)

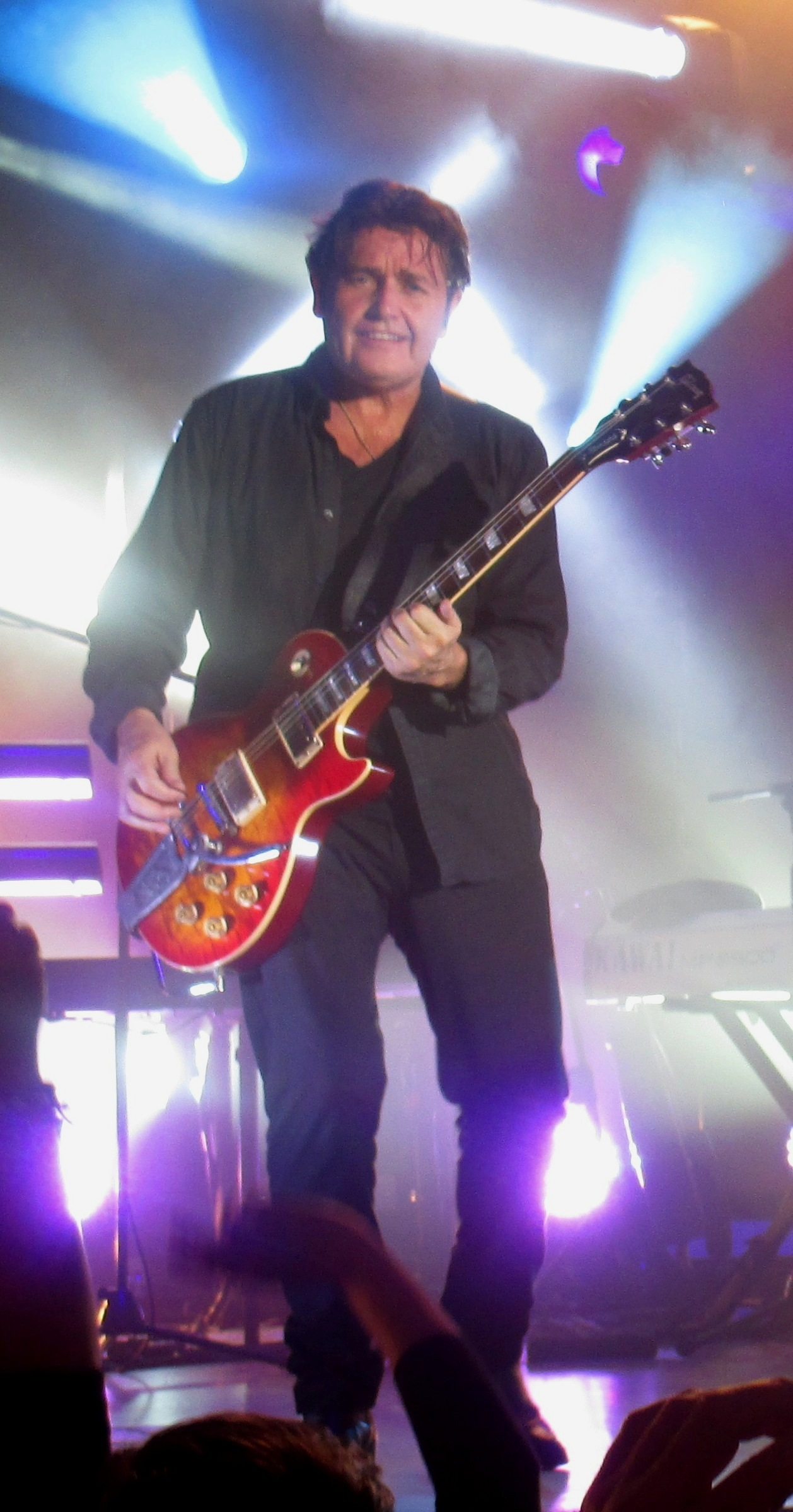
Charlie Burchill (* 1959)

- Burchill, Julie (* 1959), britische Schriftstellerin und Journalistin
- Burchill, Thomas F. (1882–1960), US-amerikanischer Politiker
- Bürchler, Robert (1915–1993), Schweizer Sportschütze
- Bürchner, Ludwig (1858–1927), deutscher Althistoriker und Gymnasiallehrer
- Burchot, Frank (* 1966), deutscher Eishockeyspieler
- Burchtorff, Karl Alexander von (1822–1894), Regierungspräsident von Oberfranken (1876–1893)
- Burchuladze, Zaza (* 1973), georgischer Schriftsteller

### Burci
- Burciaga, Jessica (* 1983), US-amerikanisches Model und Playmate
- Burciaga, José Antonio (1940–1996), US-amerikanischer Chicano-Künstler und Schriftsteller
- Burcică, Constanța (* 1971), rumänische Ruderin

### Burck
- Burck, Anita (* 1964), deutsche Schlagersängerin
- Bürck, August (1805–1880), deutscher Schriftsteller und Historiker
- Burck, Erich (1901–1994), deutscher Altphilologe
- Bürck, Harald (1938–2015), deutscher Jurist und Richter am Bundessozialgericht
- Burck, Joachim a (1546–1610), deutscher Komponist der Renaissance
- Bürck, Paul (1878–1947), deutscher Maler, Graphiker und Textilgestalter
- Burckard, Dionys († 1605), deutscher Stiftsdekan, Weihbischof in Speyer sowie Titularbischof von Daulia
- Burckard, Johannes († 1506), Protonotar des Heiligen Stuhls und Zeremonienmeister an der römischen Kurie
- Burckardt, Richard (1901–1981), deutscher Unternehmer und Politiker (FDP), MdB
- Bürckel, Josef (1895–1944), deutscher Politiker (NSDAP), MdR, Gauleiter des Gaues Saarpfalz, Reichsstatthalter der WestmarkJosef Bürckel (1895–1944)

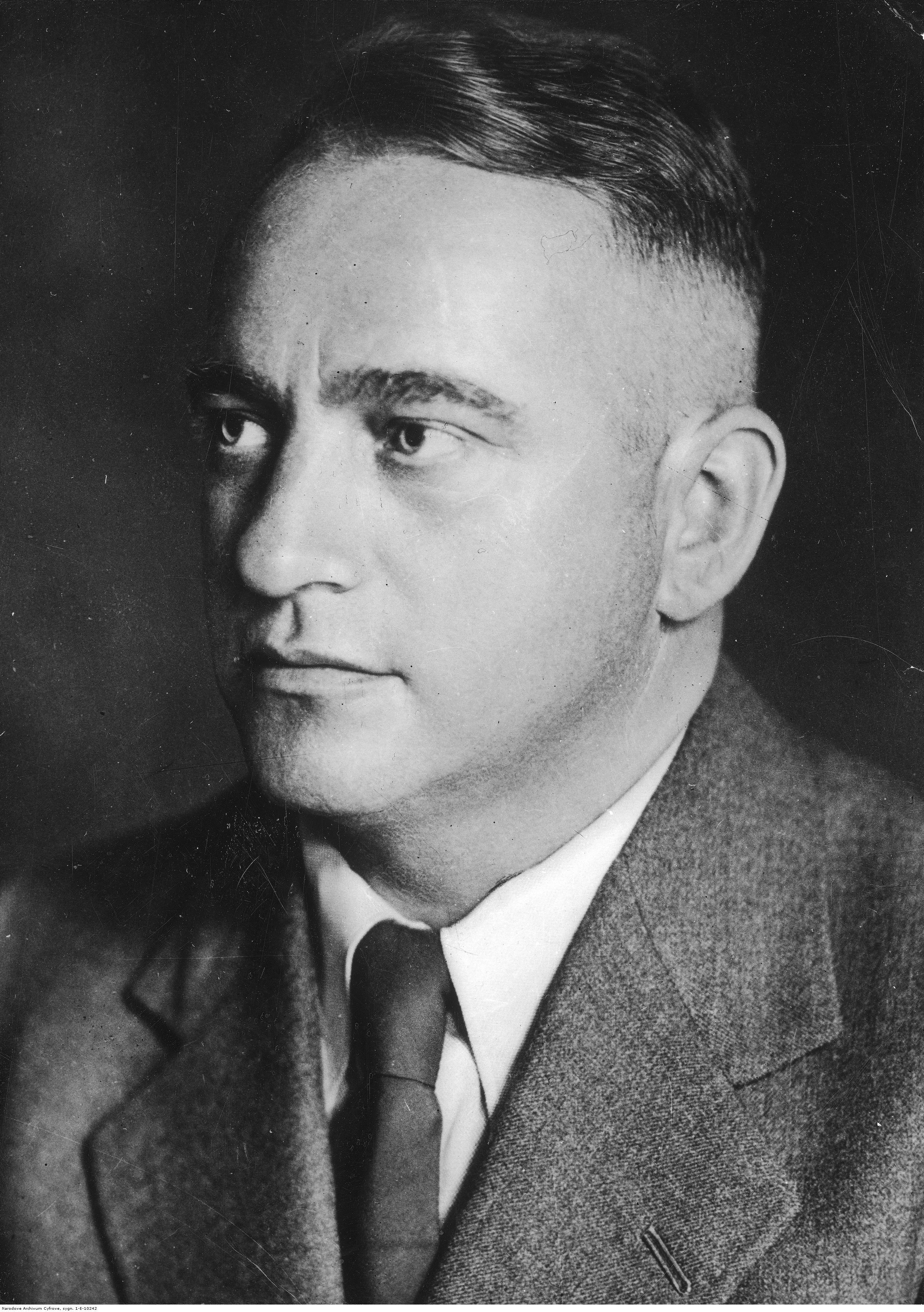
Josef Bürckel (1895–1944)

- Burckel, Robert (1939–2023), US-amerikanischer Mathematiker
- Burckersroda, Hans Friedrich von († 1686), kursächsischer Hof- und Justitienrat, wirklicher Geheimer Rat und Kammerpräsident
- Burckhalter, Joseph (1912–2004), US-amerikanischer Chemiker
- Burckhard, Hugo von (1838–1918), deutscher Rechtshistoriker und Hochschullehrer
- Burckhard, Jakob (1681–1752), deutscher Altphilologe und Bibliothekar
- Burckhard, Johann Georg (1684–1764), deutscher Jurist und Archivar
- Burckhard, Johann Heinrich (1676–1738), deutscher Arzt, Botaniker und Numismatiker
- Burckhard, Max (1854–1912), österreichischer Jurist und Theaterintendant
- Burckhard, Peter († 1526), deutscher Mediziner und Hochschullehrer
- Burckhardt, Abel (1805–1882), Schweizer Pfarrer und Komponist
- Burckhardt, Achilles (1849–1892), Schweizer Lehrer und Autor
- Burckhardt, Albert (1854–1911), Schweizer Historiker und Politiker (FDP)
- Burckhardt, Albrecht (1853–1921), Schweizer Hygieniker
- Burckhardt, Andreas (1594–1651), württembergischer Jurist und Politiker, Kanzler des Herzogtums Württemberg
- Burckhardt, Andreas (1936–2005), Schweizer Historiker und Germanist
- Burckhardt, Andreas (* 1951), Schweizer Politiker und Präsident des Verwaltungsrats der Bâloise
- Burckhardt, Annemarie (1930–2012), schweizerische Objektkünstlerin
- Burckhardt, August (1868–1935), Schweizer Privatgelehrter und Bibliothekar
- Burckhardt, Aurelia (* 1974), Schweizer Schauspielerin
- Burckhardt, Carl (1795–1850), Schweizer Politiker und Jurist
- Burckhardt, Carl (1878–1923), Schweizer Bildhauer
- Burckhardt, Carl Christoph (1862–1915), Schweizer Jurist und Politiker
- Burckhardt, Carl Emanuel (1869–1935), Schweizer Geologe
- Burckhardt, Carl Jacob (1891–1974), Schweizer Diplomat, Essayist und HistorikerCarl Jacob Burckhardt (1891–1974)

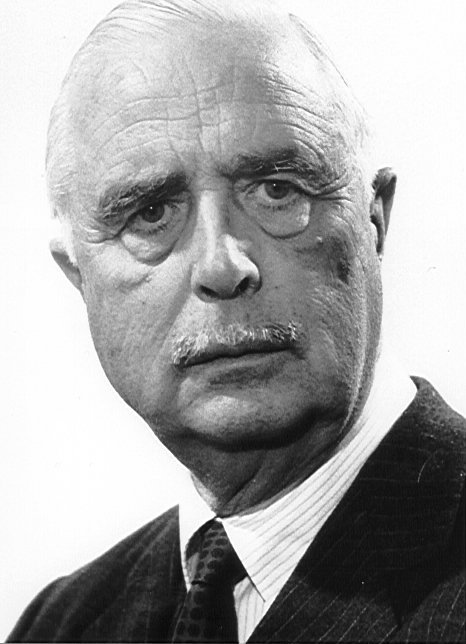
Carl Jacob Burckhardt (1891–1974)

- Burckhardt, Carsten (* 1973), deutscher Gewerkschafter
- Burckhardt, Christian (1856–1943), deutscher Glasmaler
- Burckhardt, Christian Heinrich (1824–1893), deutscher Maler und Glasmaler
- Burckhardt, Christof W. (1927–2017), Schweizer Physiker und Autor von Kriminalromanen
- Burckhardt, Christoph (1631–1705), Schweizer Politiker
- Burckhardt, Christoph (1740–1812), Schweizer Kaufmann und Sklavenhändler
- Burckhardt, Claudia (* 1953), Schweizer Schauspielerin
- Burckhardt, Dieter (1914–1991), Mäzen
- Burckhardt, Emil (1846–1926), Schweizer Jurist und Alpinist
- Burckhardt, Ernst Friedrich (1900–1958), Schweizer Architekt
- Burckhardt, Felix (1883–1962), Schweizer Bibliotheksdirektor
- Burckhardt, Felix (1906–1992), Schweizer Jurist und Dichter in Basler Mundart
- Burckhardt, Friedrich (1830–1913), Schweizer Mathematiker, Schulleiter und Politiker
- Burckhardt, Georg (1539–1607), Lehrer, Hochschullehrer
- Burckhardt, Georg (1848–1927), deutscher Parteisekretär (CSP), Apotheker und Politiker, MdR
- Burckhardt, Gisela (* 1951), deutsche Aktivistin
- Burckhardt, Gottlieb (1836–1907), Schweizer Psychiater, Neurologe und Psychochirurg
- Burckhardt, Hans Balthasar (1676–1740), Schweizer Unternehmer und Politiker
- Burckhardt, Heinrich Christian (1811–1879), deutscher Forstwissenschaftler
- Burckhardt, Hieronymus (1680–1737), Schweizer reformierter Geistlicher und Hochschullehrer
- Burckhardt, Jacob (1818–1897), Schweizer Kulturhistoriker mit Schwerpunkt KunstgeschichteJacob Burckhardt (1818–1897)

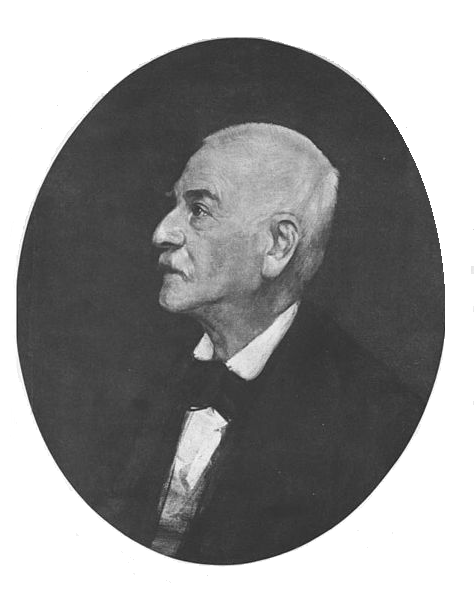
Jacob Burckhardt (1818–1897)

- Burckhardt, Jacqueline (* 1947), Schweizer Kunsthistorikerin
- Burckhardt, Jakob der Ältere (1785–1858), Schweizer reformierter Geistlicher
- Burckhardt, Jakob Karl (1913–1996), Schweizer Diplomat
- Burckhardt, Jenny (1849–1935), Schweizer Malerin
- Burckhardt, Johann Balthasar (1642–1722), Bürgermeister von Basel
- Burckhardt, Johann Jakob (1614–1690), Schweizer Politiker
- Burckhardt, Johann Jakob (1809–1888), Schweizer Richter, Politiker und Bürgermeister von Basel-Stadt
- Burckhardt, Johann Jakob (1903–2006), Schweizer Mathematiker und Kristallograph
- Burckhardt, Johann Karl (1773–1825), deutscher Astronom
- Burckhardt, Johann Ludwig (1784–1817), Schweizer Orientreisender
- Burckhardt, Johann Rudolf (1750–1813), Schweizer Seidenbandfabrikant, Politiker und Freund der Schönen Künste
- Burckhardt, Johannes (1798–1855), Schweizer Offizier
- Burckhardt, Johannes (1853–1914), deutscher evangelischer Theologe
- Burckhardt, Johannes IV. (1538–1598), deutscher Benediktinerabt
- Burckhardt, Kathrin († 2016), deutsche Basketballspielerin
- Burckhardt, Leonhard (* 1953), Schweizer Historiker und Politiker
- Burckhardt, Lucius (1925–2003), Schweizer Soziologe und Nationalökonom
- Burckhardt, Ludwig August (1808–1863), Schweizer Historiker und Jurist
- Burckhardt, Lukas (1924–2018), Schweizer Rechtsanwalt, Politiker (LPS) und Jazzmusiker
- Burckhardt, Margaretha († 1573), Opfer der Hexenverfolgung in Ersingen
- Burckhardt, Marion, deutsche Krankenschwester und Pflegewissenschaftlerin
- Burckhardt, Marischa (1927–2018), Schweizer bildende Künstlerin, Journalistin und Gestalterin
- Burckhardt, Martin (1921–2007), Schweizer Architekt und Politiker (LDP)
- Burckhardt, Martin (* 1957), deutscher Autor und KulturtheoretikerMartin Burckhardt (* 1957)

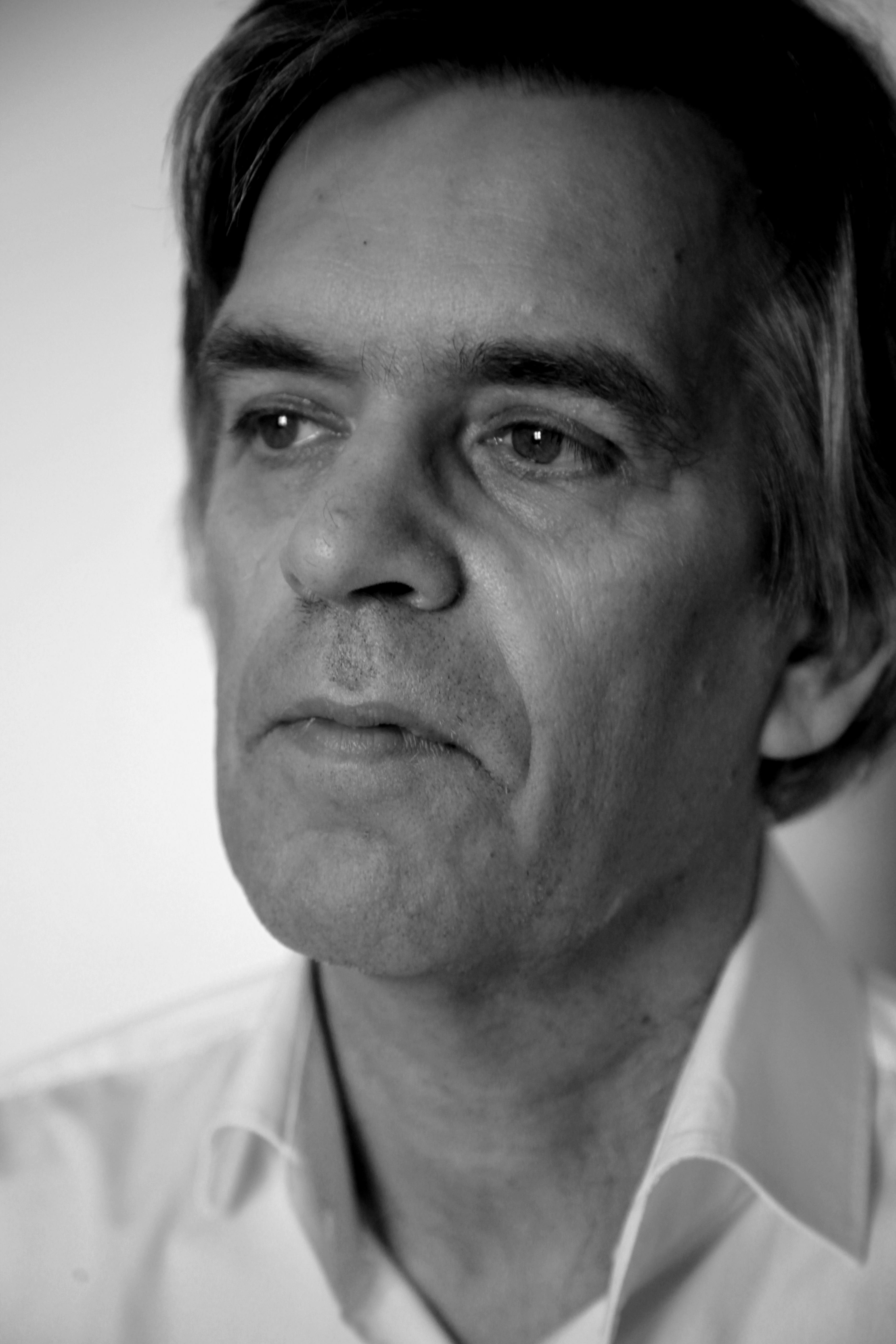
Martin Burckhardt (* 1957)

- Burckhardt, Max (1910–1993), Schweizer Historiker und Bibliothekar
- Burckhardt, Otto (1876–1937), deutscher Fabrikant und Politiker (DDP)
- Burckhardt, Paul (1873–1956), Schweizer Lehrer und Historiker
- Burckhardt, Paul (1880–1961), Schweizer Architekt, Maler, Zeichner, Illustrator und Autor
- Burckhardt, Peter (1742–1817), Schweizer Politiker
- Burckhardt, Philipp (1627–1688), deutscher Jurist und Rektor der Universität Heidelberg
- Burckhardt, Renata (* 1973), Schweizer Autorin
- Burckhardt, Robert (1873–1933), deutscher Lederfabrikant
- Burckhardt, Rudolf (1851–1914), deutscher Architekt und großherzoglich badischer Baubeamter
- Burckhardt, Rudolf (1866–1908), Schweizer Zoologe
- Burckhardt, Rudy (1914–1999), schweizerisch-US-amerikanischer Fotograf, Filmregisseur und Kameramann
- Burckhardt, Sam (* 1957), Schweizer Musiker
- Burckhardt, Simon (1695–1768), österreichischer Orgelbauer
- Burckhardt, Titus (1908–1984), Schweizer Sufiforscher und Vertreter der Philosophia perennis
- Burckhardt, Walter (1905–1971), Schweizer Dermatologe
- Burckhardt, Walther (1871–1939), Schweizer Jurist, Rechtswissenschaftler, Hochschullehrer und Autor
- Burckhardt, Wolfram (* 1966), deutscher Verleger
- Burckhardt-Biedermann, Theophil (1840–1914), Schweizer Historiker und Lehrer
- Burckhardt-Blum, Elsa (1900–1974), Schweizer Architektin und Malerin
- Burckhardt-Brandenberg, August (1896–1987), Schweizer Klassischer Philologe und Archivar
- Burckhardt-Burckhardt, Emilie (1852–1909), Schweizer Sozialhelferin und Jugendfürsorgerin
- Burckhardt-De Bary, Emil (1853–1905), Schweizer Urologe, außerordentlicher Professor an der Universität Basel
- Burckhardt-Iselin, Karl (1830–1893), Schweizer Politiker
- Burckhardt-Schönauer, Salome (1640–1691), Schweizer Ehefrau des Oberstzunftmeister Christoph Burckhardt
- Burckhardt-Werthemann, Daniel (1865–1949), Schweizer Kunsthistoriker und Konservator
- Burckhart, Holger (* 1956), deutscher Philosoph
- Burckle, Caroline (* 1986), US-amerikanische Schwimmerin
- Bürckner, Franz († 1574), deutscher Politiker und Bürgermeister von Heilbronn (1565–1574)
- Burcksen, Edgar (1947–2024), niederländischer Filmeditor
- Bürckstümmer, Christian (1874–1924), deutscher evangelischer Geistlicher und Hochschullehrer
- Bürcky, Heinrich (1895–1973), deutscher Infanterieoffizier, zuletzt Generalmajor im Zweiten Weltkrieg

### Burcu
- Burcu, Livan (* 2004), deutsch-türkischer Fußballspieler
- Burcu, Sebahattin (1951–2005), türkischer Boxer
- Burcu, Taylan (* 1985), deutscher Politiker (Bündnis 90/Die Grünen)

### Burcz
- Burczek, Hubert (* 1955), deutscher Schauspieler und Sprecher